# 유희 수학
유희 수학(遊戲 數學, recreational mathematics)은 유희(놀이)로서의 이용에 초점을 맞춘 수학을 가리킨다. 수학적 퍼즐, 게임 등을 포함한다.
이 분야에서는 많은 주제의 고급 수학지식을 필요로 하지 않으며, 유희수학은 아이들과 수학에 숙련되지 않은 어른들에게도 매력적이다.
유희수학에서 잘 알려진 주제는 마법진, 마방진, 프랙탈, 로직 퍼즐, 체스 문제, 스도쿠, 한붓그리기 등 많은 것들이 있다.
이러한 수학의 탐구 주제는 미학과 수학의 문화, 논리적 사고, 지적인 재미, 수학의 관한 놀랄만한 이야기와 우연의 일치, 수학자의 삶을 포함한다.

## 수학적 게임
경기의 모든 정보가 두 경기자에게 공유되고 확률적 요소가 배제된 게임을 의미한다. 그리고 게임엔 필승전략이 존재한다.
수학적 게임들은 규칙,전략,결과들로 수학을 이용함으로써 공부하고 설명할 수 있는 다인용게임이다. 이 게임 플레이어들은 수학적 게임을 진행 하기 위해 명확한 수학을 이용할 필요가 없다. 예를 들어 ‘만칼라’는 보드 게임이다, 수학자들은 조합적 게임이론을 이용하며 진행할 수 있지만, 어떤 수학도 진행하기엔 필요하지 않다.

## 수학적 퍼즐
수학적 퍼즐은 퍼즐을 풀기위해 수학을 요구한다. 특이한 규칙을 갖지만 수학적 퍼즐은 두명이상의 경쟁자가 없으며, 대신에 퍼즐을 풀기 위해 주어진 조건을 만족하는 해답을 찾아야만 한다.
논리 퍼즐은 수학적 퍼즐의 대표유형이다. 콘웨이의 생명 게임, 복면산, 거짓말쟁이 등 그리고 설령 문제푸는 사람이 제공된 초기 조건에 흥미를 가지면 수학적 퍼즐로 고려된다.
문제들은 종종 특징과 생각을 포함하거나 요구한다. 논리적, 수학적 사고에 도움이 되며 수학적 퍼즐은 때로는 유희수학이라 불린다.

### 다른 활동들
다른 호기심과 사소한 수학적 관심으로는
- 저글링의 패턴
- 종이접기의 기하학적 특성과 깊은 알고리즘
- 패러독스
- 다양한 큐브의 수많은 풀이방법

## 인물들
저명한 실무자와 유희수학을 옹호하는 수학자들을 포함했다.
| Full name       | Last name | Born | Died | Nationality | Description |
| --------------- | --------- | ---- | ---- | ----------- | --- |
| 루이스 캐럴     | 캐럴      | 1832 | 1898 | 영국        | 이상한 나라의 엘리스 와 거울 나라의 엘리스의 저자로 잘 알려진 수학자, 퍼즐리스트, 성공회 집사, 사진작가                                          |
| 존 호턴 콘웨이  | 콘웨이    | 1937 | —    | 영국        | 생명 게임의 창안자, 수학자 |
| 헨리 듀드니     | 듀드니    | 1857 | 1930 | 영국        | 영국 최고의 "퍼즐리스트" |
| 마틴 가드너     | 가드너    | 1914 | 2010 | 미국        | Popular mathematics and science을 썼으며 Mathematical Games의 저자, Scientific American 칼럼 연재                                                |
| 솔로몬 골롬     | 골롬      | 1932 | —    | 미국        | 폴리오미노스의 발명가, 수학자, 엔지니어 |
| Vi Hart         | Hart      | –    | —    | American    | "Recreational mathemusician", 온라인 유희수학 영상 제작자                                                                                        |
| 카프리카        | 카프리카  | 1905 | 1986 | 인도        | 교사, 유희 수학자 |
| 샘 로이드       | 로이드    | 1841 | 1911 | 미국        | 미국 최고의 "퍼즐리스트", 체스 플레이어, 체스 분석가, 유희 수학자                                                                                |
| Joseph Madachy  | Madachy   | 1927 | 2014 | American    | Journal of Recreational Mathematics을 오래 편집했으며, Mathematics on Vacation 와 Madachy's Mathematical Recreations의 저자, 유희 수학자, 수학자 |
| 야코프 페렐만   | 페렐만    | 1882 | 1942 | 러시아      | Mathematics Can Be Fun을 포함한 많은 Popular mathematics과 science 책들의 저자                                                                   |
| 클리포드 픽오버 | 픽오버    | 1957 | —    | 미국        | Popular mathematics, 유희수학, science의 수많은 책의 저자 , IBM Journal of Research and Development for IBM Research의 편집자                    |
| 마릴린 사반트   | 사반트    | 1946 | —    | 미국        | "Ask Marilyn"의 저자, Parade에서 칼럼 연재, 몬티 홀 문제와 높은IQ로 유명하다                                                                     |
| 말바 타한       | 타한      | 1895 | 1974 | 브라질      | 가상의 페르시안 학자, Júlio César de Mello e Souza의 필명, The Man Who Counted등, 유희수학을 포함한 수많은 책들의 저자                           |

## 참고도서 목록
- W. W. Rouse Ball and H.S.M. Coxeter (1987). Mathematical Recreations and Essays, Thirteenth Edition, Dover. ISBN 0-486-25357-0.
- Henry E. Dudeney (1967). 536 Puzzles and Curious Problems. Charles Scribner's sons. ISBN 0-684-71755-7.
- Sam Loyd (1959. 2 Vols.). in Martin Gardner: The Mathematical Puzzles of Sam Loyd. Dover. OCLC 5720955.
- Raymond M. Smullyan (1991). The Lady or the Tiger? And Other Logic Puzzles. Oxford University Press. ISBN 0-19-286136-0.
- Igor Kokcharov  (2012). Math Puzzles for MBAs. eBook for iPad. ISBN 9781623141318.